# Ameghinoa patagonica
Ameghinoa  es un género monotípico de plantas con flores en la familia de las Asteraceae. Su única especie: Ameghinoa patagonica, es originaria  de Argentina.

## Taxonomía
Ameghinoa patagonica fue descrito por Carlos Luis Spegazzini y publicado en Revista de la Facultad de Agronomía; Universidad Nacional de La Plata 3(30–31): 539–540. 1897.